# Aeroporto Internacional de Kona
O Aeroporto Internacional de Kona (IATA: KOA, ICAO: PHKO, FAA LID: KOA)  é um aeroporto público localizado em Kailua-Kona, Condado de Havaí, Havaí, Estados Unidos.